# Kvirila
'De Kvirila' (Georgisch: ყვირილა) is een rivier in Georgië met een lengte van 140 km. De rivier ontspringt in de noordwestelijke hoek van Zuid-Ossetië en stroomt van daaruit via de regio Imereti naar de Rioni, waar de Kvirila in uitmondt nabij Terdzjola. De bron ligt volgens de Georgische regio-indeling in Ratsja-Letsjchoemi en Kvemo Svaneti, maar dit deel wordt de facto door Zuid-Ossetië gecontroleerd. Er liggen verschillende grotere plaatsen langs de rivier, onder andere Satsjchere, Tsjiatoera en Zestafoni.